# Melaleuca dissitiflora
Melaleuca dissitiflora är en myrtenväxtart som beskrevs av Ferdinand von Mueller. Melaleuca dissitiflora ingår i släktet Melaleuca och familjen myrtenväxter. Inga underarter finns listade i Catalogue of Life.